# Torniella
Torniella ist ein Ortsteil (Fraktion, italienisch frazione) von Roccastrada in der Provinz Grosseto, Region Toskana in Italien.

## Geografie
Der Ort liegt 7 km nördlich des Hauptortes Roccastrada und 35 km nördlich der Provinzhauptstadt Grosseto in den Colline Metallifere der Maremma. Der Ort liegt bei 441 m s.l.m. und hatte 2001  ca. 325 Einwohner. Es ist der nördlichste Ortsteil von Roccastrada und liegt in unmittelbarer Nähe des Ortsteils Piloni, der sich auf dem gegenüberliegenden Hügel befindet. Im Norden des Ortes bildet der Fluss Farma die Grenze zu Monticiano und dessen Ortsteil Scalvaia.

## Geschichte
Erstmals erwähnt wurde der Ort 1076 als Torgnalla, danach 1188 von Papst Clemens III., der die Chiesa di San Giovanni Batista erwähnte. Von 1216 bis 1274 regierten die Aldobrandeschi den Ort. Der ihnen getreue Ranieri da Torniella regierte seit 1233 den Ort und erlangte 1237 die Einwohnerschaft Sienas. Trotzdem musste Siena 1255 militärisch intervenieren, wobei die Befestigungsanlagen stark beschädigt und die bis dahin verbündeten Ortsherren, unter ihnen auch der Sohn des Rainieri, Alberto, in Siena interniert wurden. Fünf Jahre später gelang der Ort endgültig unter die Herrschaft von Siena. Seit der zweiten Hälfte des 15. Jahrhunderts regierte die senesische Familie der Bulgarini den Ort, bis er nach der Niederlage der Republik Siena gegen die Republik Florenz im Jahre 1555 Teil des Großherzogtums Toskana wurde.

## Sehenswürdigkeiten

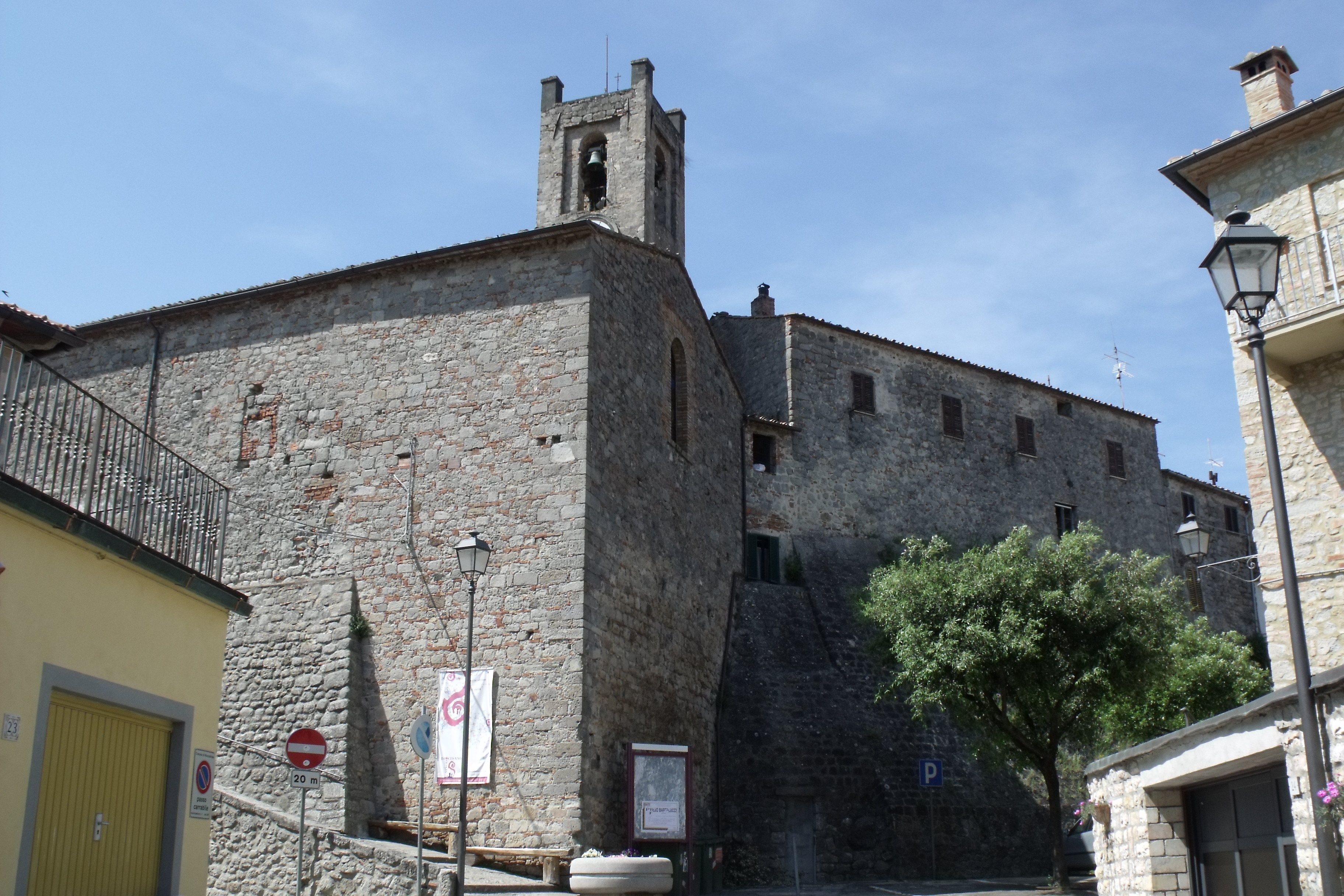
Die Kirche Chiesa di San Giovanni Batista in Torniella

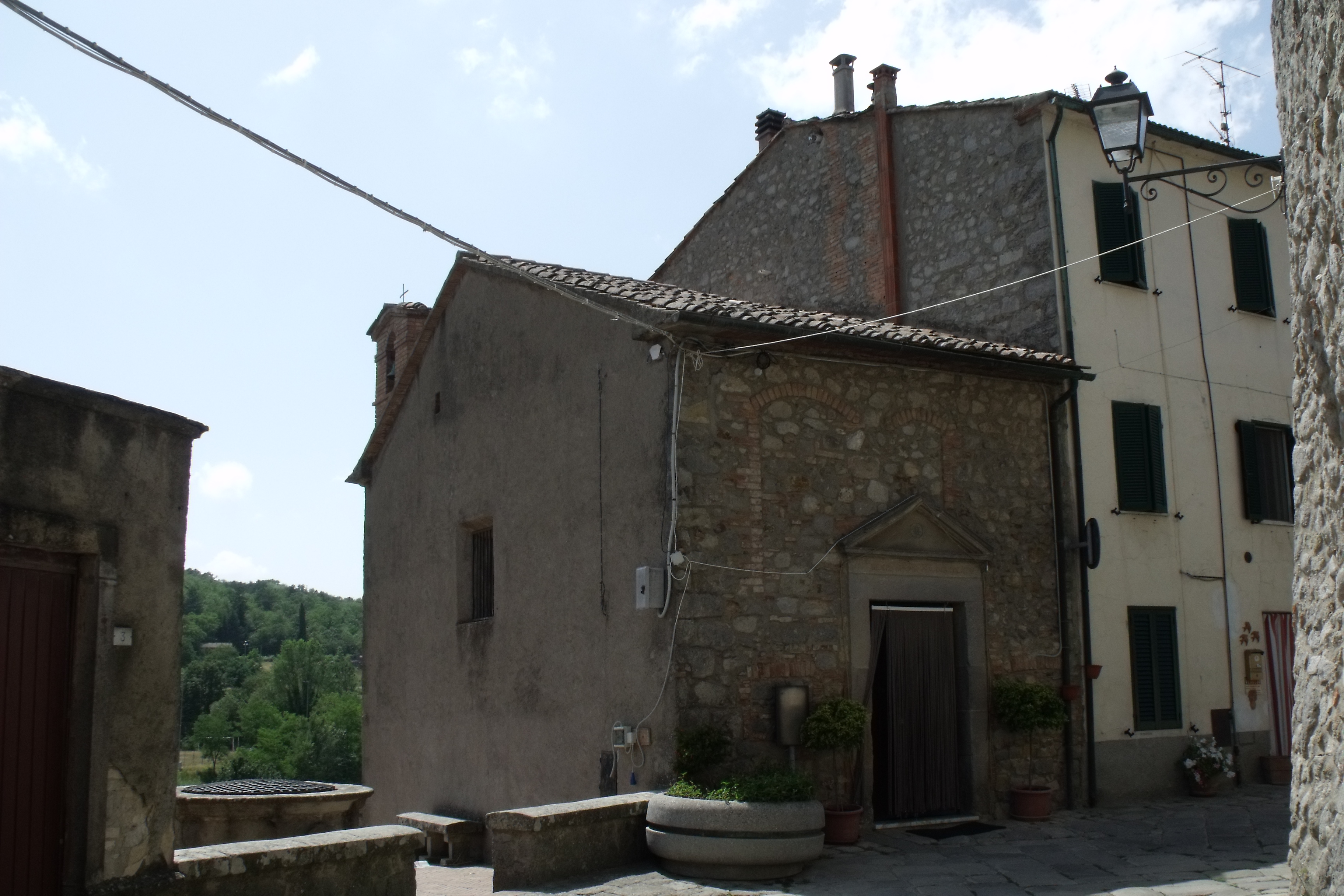
Die Kirche Chiesa della Compania di San Sebastiano in Torniella

- Chiesa di San Giovanni Battista, Kirche im Ortskern in der Via del Pianello. Entstand im 13. Jahrhundert und wurde im 15. Jahrhundert umgestaltet. Wurde Parochialkirche im 17. Jahrhundert. Enthält das Werk Madonna con il Bambino che offre il rosario a Santa Caterina da Siena e a San Domenico, ein Leinwandgemälde, das früher dem Francesco Vanni und heute Vincenzo Rustici zugeschrieben wurde.[3]
- Chiesa della Compania di San Sebastiano (Immacolata Concezione e dei Santi Fabiano e Sebastiano), Kirche im Ortskern aus dem 17. Jahrhundert nahe der Chiesa di San Giovanni und ebenfalls in der Via del Pianello. Enthält das Werk Madonna con il Bambino in gloria tra San Giovanni Evangelista, San Pietro apostolo, San Fabiano e San Sebastiano eines unbekannten seneser Künstlers aus dem 17. Jahrhundert.[3]